# Ukradeni poljub
Ukradeni poljub (francosko Le Baiser à la dérobée) je slika francoskega slikarja Jeana-Honoréja Fragonarda (1732–1806) s konca 1780-ih, ki prikazuje skrivno romanco. Slika je shranjena v zbirki Ermitaža v Sankt Peterburgu. Slog slike je bil značilen za obdobje francoskega rokokoja in so ga častili bogati umetnostni pokrovitelji tistega časa.

## Zgodovina
Delo je v 1790-ih kupil Stanislav II. Avgust Poniatowski, zadnji poljski kralj. Slika se prvič omenja v katalogu kraljeve galerije slik v palači Łazienki v Varšavi leta 1795. Morda je bila kupljena na eni od dražb, ki je prodajala blago francoske aristokracije po letu 1792. To bi razložilo molk virov o pridobitvi dela in njegovi določeni formalni in tematski nezdružljivosti z drugimi deli zbirke. Slika je ostala v palači Łazienki do leta 1895, ko so jo med delitvijo Poljske (1795-1918) Rusi odpeljali v Ermitaž v Sankt Peterburg skupaj s štirimi drugimi slikami iz kraljeve zbirke. Potem ko je leta 1918 prvič pridobila neodvisnost in kasneje po koncu druge svetovne vojne leta 1945 ponovno, je poljska vlada poskušala pridobiti sliko po diplomatski poti. Glede na mednarodno pravo in dogovore z oblastmi ZSSR je bila slika kot umetniško delo državnega pomena, ki so ga Rusi s Poljske v 19. stoletju ali med drugo svetovno vojno podvrgli pravni restituciji. Vendar so oblasti ZSSR prošnjo zavrnile in jo obdržale v zbirki Ermitaža ter jo samovoljno (med drugim z nekaj dragocenimi slikami) nadomestile z več deli manjše vrednosti. Leta 1922 so Ukradeni poljub posebej nadomestili z manjšo La femme polonaise Antoina Watteauja iz zbirke Ermitaža (prvotno kupljeno leta 1772 iz zbirke Louisa Antoinea Crozata, carice Katarine Velike Ruske, zdaj pa v lasti Narodnega muzeja v Varšavi).

## Slika
Na sliki je prikazan poljub med dvema zaljubljencema, ki prikazuje mlado damo v svileni obleki  kremne barve, za katero se zdi, da je zapustila družbo na skrivnem srečanju z mladim moškim. Kompozicija je diagonalna, sestavljena v osi damine naslonjene figure, šala in balkonskih vrat, ki se odpirajo od zunaj, konča pa se z mizo, nad katero se plapola šal. Slika ponuja paleto kompozicijskih kontrastov med barvami in sencami: prostorska križišča so zapletena. [1] [6] [7] [8]
V delih Jeana-Honoréja Fragonarda je prikazana vrsta erotike in čutnosti ter všečnost romantične norčije, ki je bila priljubljena pred francosko revolucijo med francoskimi aristokrati. Fragonard v svoje slike vključuje prizore voajerizma. Ta prizor prikazuje ukradeni poljub v razkošni okolici, ki vsebuje razkošne detajle teksture, svile in čipke, kot preprogo s cvetličnim vzorcem, svilene draperije, njen šal na stolu, elegantno oblečene dame, ki so vidne skozi odprta vrata. Prevladujoča francoska kultura je vplivala na to, kako je Fragonard izbiral svoje teme, ki so bile večinoma erotične ali ljubezenske scene, naslikane za uživanje v dvoru Ludvika XV..